# Gabriel Bethlen
Gabriel Bethlen, (madžarsko Bethlen Gábor) transilvanski knez, ogrski kralj, * 15. november 1580, Marosillye, Kneževina Transilvanija (sedaj Ilia, Hunedoara, Romunija ), † 15. november 1629, Alba Iulia.
Gabriel Bethlen je uspel na območju prave Transilvanije, kjer so se križali interesi muslimanskih Turkov in katoliških Habsburžanov, izoblikovati dokaj urejeno, versko strpno vladavino, ki je nudila zatočišče tudi preganjanim evropskim protestantom. Kneževino je skušal razširiti na ozemlje habsburške Kraljeve Ogrske. V prvem obdobju tridesetletne vojne je na strani protestantov večkrat posegel v boj, a njegova prizadevanja niso prinesla trajnejših rezultatov.

## Poreklo
Gabrielov oče Farkas Bethlen je bi ogrski plemič, pomemben vojaški poveljnik v kneževini Transilvaniji, ki je ob turškem zavzetju osrednjega dela Ogrske izgubil rodbinsko posest  Iktár (sedaj Ictar-Budinț v Romuniji) in mu je v zameno transilvanski knez Sigismund Báthory podelil posest Marosillyle. Tam je bi rojen Gabriel, njegov starejši sin. Gabrielova mati Druzsiána Lázár izhaja iz plemiške rodbine iz ljudstva Seklov. Oče in mati sta umrla leta 1591 in Gabriela je vzgajal stric po materini strani András Lázár de Szárhegy na gradu Szárhegy v deželi Seklov (sedaj Lăzarea v Romuniji).

## V času predhodnih vladarjev
Gabrielu so na transilvanskem dvoru Sigismunda Báthoryja že v mladosti poverjali pomembne službe in poizvedovalne dolžnosti. Na dvoru ga je podpiral Štefan Bočkaj, vplivni član knezovega sveta,  ki je bil tudi knezov stric.
Po odstopu Sigismuna Bathoryja je v deželi zavladala anarhija in ko je tudi cesar Rudolf II. začel preganjati transilvanske protestantske plemiče, se je Bočkaj postavil na njihovo čelo. Ob pomoči ogrskih hajdukov so zavzeli nekaj ozemlja. Bočkaj je bil izvoljen za kneza Transilvanije in potem kneza Ogrske. Podprli so ga tudi Turki. Kot ogrski knez se je začel pogajati s cesarjem in 23 junija 1606 z njim na Dunaju sklenil sporazum, v katerem ga je cesar priznal kot kneza Transilvanije, protestantskim plemičem in meščanom pa potrdil pravico do svobodnega izpovedovanja vere. Gabriel Bethlen je sodeloval v Bočkajevem uporu. Preskrbel je tudi listino ahidname, s katerim je turški sultan Ahmed I. priznal Bočkaja za transilvanskega kneza.
Avgusta 1605 se je Gabriel poročil s Zsuzsano Karoly. Bočkaj mu je dodeli posest Vaydajhunyad in ga imenoval za stalnega ispana (upravnika) dežele Hunyad. Kot kalvinist je pomagal jezuitu z imenom György Káldy pri prevodu in tiskanju biblije. Komponiral je tudi himne.
Bočkaj je 6 mesecev po sklenitvi dunajskega sporazuma umrl. Po kratkem obdobju starejšega in spoštovanega kneza Sigismunda Rákóczija je spet zavladal član rodbine Báthory, knez Gabriel Báthory. Priznali so ga tako cesar Matija kot Visoka porta. Podpiral ga je tudi Gabriel Bethlen. Ko pa je Bathory ignoriral privilegije transilvanskih Sasov, zasedel njihovo najbogatejše mesto Sibiu in si prizadeval razširiti svojo oblast tudi na sosednjo kneževino Vlaško in se začel pogajati s cesarjem, se je Bethlen z njim razšel in s skupino plemičev, ki so ga sprejeli za svojega vodjo, pobegnil k Turkom. Tudi sultan ni več želel priznavati Bathoryja. Bethlenu je dal vojsko, s katero je zavzel Transilvanijo. Bathoryja so umoril njegovi dotedanji sodelavci, ogrski hajduki. Transilvanski deželni zbor je v mestu Cluj-Napoca Bethlena izvolil za novega transilvanskega kneza (1613). Maja 1615 ga je s sporazumom v Trnavi priznal tudi cesar Matija.

## Bethlen kot vladar
Bethlen je vzdrževal dobre odnose s Porto in razvijal svojo kneževino v duhu razsvetljenega absolutizma. Spodbujal je razvoj rudarstva in industrije, nacionaliziral je mnoge veje transilvanske zunanje trgovine. Njegovi ljudje so doma kupovali dobrine po fiksno zagotovljenih cenah in jih v tujino prodajali z dobičkom. V prestolnici Gyulafehérvár (Alba Iulia) je dal zgraditi veliko palačo, ki je dajala zavetje mnogim evropskim preganjanim protestantom. Protestantskim duhovnikom je podeljeval dedne plemiške naslove. Skrbel je  za širjenje znanja. Ustanovil je univerzo, kamor so vabili ogrske učitelje in akademike, pošiljal je študente na protestantske univerze v Anglijo, Nizozemsko in v nemške kneževine. Zagotavljal je pravico šolanja tudi otrokom tlačanov. Podpiral je umetnost.

## Protihabsburška vstaja
Za zagotavljanje varnost kneževine je Bethlen vzdrževal stalno vojsko najemnikov.
Bodočnost Transilvanije, ki je bila z ene strani ogrožena od Turkov in z druge od katoliških Habsburžanov, ki so v Kraljevi Ogrski močno preganjali protestante, je videl v povezavi z evropskimi protestanti. Skrbno je spremljal verske nemire v Evropi. Upor Čehov proti njim vsiljenemu kralju Ferdinandu je videl kot priložnost  za protestantsko stran in jim je priskočil na pomoč.
Bethlen je avgusta 1619 vdrl v Kraljevo Ogrsko. Sklenil je zavezništvo s poveljnikom čeških protestantskih stanov grofom Thurnom. Septembra je vkorakal v Košice, kjer so ga protestantski pristaši razglasili za voditelja Ogrske in zaščitnika protestantov. Osvojil je vso današnjo Slovaško. Kot najemniki so se njegovi vojski pridružili mnogi njeni prebivalci. 
Bethlen je oktobra 1619 zavzel Bratislavo in prodrl prav do obzidja Dunaja. Meščani mu niso kot, je upal, odprli mestnih vrat in z grofom Thurnom mesta nista mogla zavzeti. S prihodom poljske lahke konjenice Lisowskega, ki jo je svojemu bratrancu poslal na pomoč poljski kralj Sigismund III. in po porazu Bethlenovega poveljnika Jurija I. Rakoczija v bitki blizu Humenné (danes v slovaškem Prešovskem okraju) (22.–23. novembra) je moral Bethlen Avstrijo zapustiti.
Bethlen je večkrat poskušal skleniti mir (v Bratislavi, Košicah in Banski Bistrici), a brezuspešno, ker je želel vanj vključiti tudi samostojnost Čehov. Avgusta 1620 ga je v Banski Bistrici deželni zbor Kraljeve Ogrske izvolil za ogrskega kralja; naslov je sprejel, kronanje pa je odklonil.
Med tem je katoliška liga postavila na noge vojsko 25.000 najemnikov pod vodstvom grofa Tillyja. Vojska je najprej pokorila protestantske deželne stanove v Zgornji Avstriji, ki so se pridružili Čehom, potem pa skupaj s cesarsko vojsko vdrla na Češko, premagala protestantsko vojsko v bitki na Beli gori (8.novembra 1620). Tudi Bethlenova vojska je bila ponovno na poti proti Češki in ni pojasnjeno, zakaj se bitke ni udeležila. Vojska katoliške lige, cesarska vojska in vojska saškega volilnega kneza so uporno Češko zavzele v celoti . Ferdinad II. se je češkemu plemstvu kruto maščeval.
Cesarjeva vojska se je po zmagi na Beli gori usmerila proti Bethlenovi vojski. Med majem in junijem 1621 je ponovno zavzela Bratislavo in osrednja rudarska mesta na Slovaškem. A 5. oktobra 1621 je Bethlenova vojska spet stala pred Trnavo, nekdanjim centrom rimsko-katoliške cerkve na Slovaškem. V bitki pri Bohdanovcah nad Trnavo je uničila neprimerno manjšo cesarsko vojaško enoto. Šest dni kasneje je Bethlen predlagal mirovna pogajanja.
31. decembra 1621 je bil sklenjen mir v Mikulovu, na katerem se je Bethlen odpovedal zavzetim ozemljem v Kraljevi Ogrski in ogrskemu kraljevemu naslovu pod pogojem, da Ferdinand prizna dunajski mir iz leta 1606 (ki je protestantom v Transilvaniji in Kraljevi Ogrski zagotavljal versko svobodo) in v šestih mesecih skliče deželni zbor Kraljeve Ogrske. Transilvaniji je bilo za čas Bethlenovega vladanja priključenih sedem komitatov ob zgornji Tisi (Abaúj, Bereg, Borsod, Szabolcs, Szatmár, Ugocsa and Zemplén) in tudi trdnjave Tokaj, Munkács (sedaj Mukacheve) in Ecsed (sedaj Nagyecsed). Bethlen si je (formalno) zagotovil naslov kneza Transilvanije, ter naslov vojvode v šlezijskih vojvodah Opole in Ratibor. Cesar si je želel s tolikšno radodarnostjo zagotoviti mir na jugovzhodu, da bi se laže posvetil boju proti protestantom na srednjeevropskem bojišču.
A se je Bethlen kljub temu leta 1623 pridružil načrtu, ki so ga kovali vojskovodje Kristijan von Braunschweig-Wolfenbüttel, grof Ernest von Mansfeld in grof Thurn za ponovno zavzetje Češke. A se je načrt izjalovil. Mansfeld ni našel denarja za novo najemniško vojsko, spodnjesaški protestantski stanovi niso hoteli sodelovati s Kristijanom in Tilly je izvedel za načrt; napadel je Kristijanovo vojsko in jo v bitki pri Stadtlohnu (6. avgusta 1623) popolnoma uničil. Na jugu je Bethlen ponovno zavzel vso današnjo Slovaško.  Z na hitro sestavljeno vojsko najemnikov mu je prišel naproti cesarski poveljnik Albrecht von Wallenstein. Bethlen je Wallensteinovo vojsko sicer obkolil v mestu Hodonín na desnem bregu Morave, a brez oblegovalnih naprav mesta ni mogel zavzeti. Na območju ni bilo hrane. Obe vojski, obleganci in oblegovalci, sta bili na robu izstradanja, ko je Bethlen, tudi zaradi neuspeha zaveznikov na severu, ponudil premirje (19. novembra). Do mirovnega sporazuma je prišlo na Dunaju 8. marca 1624, kjer se je Bethlen moral odpovedati šlezijskima vojvodama, sicer pa so obveljala določila miru iz Mikulovega.
Bethlenova prva žena Zsuzsana je leta 1622 umrla. Bethlen je Ferdinandu ponudi zavezništvo v boju proti Turkom, ki naj bi ga potrdil s poroko z eno od Ferdinandovih sestra, a mu cesar ni zaupal in je ponudbo odklonil. Tako se je Bethlen 1. marca 1626 poročil s Katarino, hčerko brandenburškega volilnega kneza Ivana Sigismunda in se na ta način tudi sorodstveno povezal z voditelji protestantskega upora; švedski kralj Gustav II. Adolf je postal njegov svak.
Morda je tudi ta poroka prispevala k Bethlenovi odločitvi za še en pohod proti severu. Ernest von Mansfeld je po porazu pri Desauskem mostu (25. aprila 1626) v Brandenburgu sestavil novo vojsko najemnikov in z njo avgusta 1626 že zasedel Šlezijo in prodiral proti jugu, da bi se združil z vojsko Bethlena, ki je ponovno zavzel ozemlje današnje južne in srednje Slovaške. Wallenstein mu je z delom svoje vojske v hitrem maršu sledil. Na Bethlenovo vojsko je naletel pri vasi Drégelypalánk ob reki Ipoly. Obe vojski sta se izognili spopadu. Po tednih tipanja in prask brez spopada je bila stiska s hrano na obeh straneh vse večja. Prišlo je do epidemije. Na severu je grof Tilly pri Lutru (27. avgusta 1626) porazil protestantsko vojsko danskega kralja Kristijana IV. in Bethlen, ki ni več videl smisla v nadaljevanju bojevanja, je zaprosil cesarja za prekinitev sovražnosti. Mir v Bratislavi (20. decembra 1626) je več ali man potrdil prejšnje sporazume.

## Za konec
Odtlej se je Bethlen posvečal samo še vodenju kneževine.
Bethlen ni imel otrok. Po njegovi smrti sta leto dni vladala Transilvaniji njegova žena Katarina in za njo brat Štefan, potem pa je transilvanski deželni zbor za novega kneza izvolil Jurija I. Rakoczija.
Zgodovinopisje je o Gabrielu Bethlenu izoblikovalo dve povsem različni podobi: Madžari ga prikazujejo kot prosvetljenega absolutističnega vladarja, ki je vzpodbujal gospodarstvo in kulturo, Nemci in Slovaki pa kot spletkarskega in pohlepnega roparja. Bethlenova državna korespondenca se je ohranila kot zgodovinski dokument.